# آرارا
شهر آرارا پرتغالی: Arara واقع در یالات پارایبا در شمال شرقی برزیل است.